# Stenia stigmosalis
Stenia stigmosalis là một loài bướm đêm trong họ Crambidae.